# ブライトバーン/恐怖の拡散者
『ブライトバーン/恐怖の拡散者』（ブライトバーン きょうふのかくさんしゃ、Brightburn）は、2019年のアメリカ合衆国のホラー映画。監督はデヴィッド・ヤロヴェスキー、出演はエリザベス・バンクスとデヴィッド・デンマンなど。
従来のスーパーヒーロー物語の定型を踏襲した上で、超人的な力を持った少年が邪悪な存在だったら、との想定で繰り広げられる惨劇の行方を描いている。

## ストーリー
2006年、カンザス州ブライトバーン。ある日の夜、ブライア夫妻が営む農場に宇宙船が墜落した。宇宙船の中には赤ん坊がおり、夫妻は彼を自分たちの子供として育てることにした。2人は赤ん坊にブランドンと名付けた。それから12年後、ブランドンは自分に超能力が備わっていることを自覚し始めていた。しばらくして、ブランドンは眠ったまま納屋へと歩いて行った。納屋には宇宙船の残骸が収納されており、船体には異星人の言語が刻まれていた。異変に気が付いたトーリが駆けつけたため、その日は特に何も起こらなかった。
思春期を迎えたブランドンはブライア夫妻に反抗的な態度を取るようになったが、2人は反抗期だと思ってさほど問題視しなかった。夫妻は地元のレストランでブランドンの誕生日を祝うことにし、その場に兄夫婦のノアとメリリーも招待することにした。ノアはブランドンに猟銃を贈ったが、カイルは息子に猟銃を渡そうとしなかった。ブランドンがもっと大人になってから渡そうとしたのである。ところが、ブランドンはそれに激怒してしまい、誕生日パーティーは台無しになってしまった。ある日の朝、ブランドンはフォークを噛み砕くという奇行に走った。その頃、カイルはブランドンに何か異常が起きていると思うようになった。一方のトリもブランドンの部屋に人間の臓器の写真があったのを見つけ、ブランドンの異常に気が付いた。夫妻はブランドンをキャンプに連れ出し、ブランドンの抱える悩みを引き出そうとしたが、どうにも上手く行かなかった。
その日の夜、ブランドンは超能力を使ってキャンプ地からクラスメートのケイトリンの家に行った。ケイトリンはカーテンの後ろに隠れていたブランドンに気が付いたが、あっという間にブランドンは姿を消した。キャンプから帰った後、カイルはニワトリたちがブランドンを恐れているかのような挙動をしていることに気が付いた。不審に思ったカイルが調べると、鶏小屋で引き裂かれたニワトリの死体が見つかった。トリはオオカミの仕業だと思ったが、カイルはブランドンの仕業に違いないと確信していた。
授業でトラストフォール(一人が背中から倒れこむのを一人または数人で受け止める遊び)を行った際、ブランドンがそのまま倒れてしまうという事件が発生した。タッグを組んでいたケイトリンはブランドンのことを気味悪く思っており、彼に関わりたくなかったのである。しかし、教員から「ブランドンが起き上がるのに手を貸すように」と言われたため、ケイトリンは渋々ブランドンに手を差し伸べた。怒り狂ったブランドンは異常なほどの握力で彼女の手の骨を砕いてしまった。ブランドンは2日間の停学を言い渡され、スクールカウンセラーでもあるメリリーのカウンセリングを受けることになった。その後、トーリはブランドンが納屋の中で空中浮遊しているのを見つけた。ブランドンは「世界を我が物に」というフレーズを繰り返し呟いていた。ブランドンはトーリの呼びかけで正気に戻ったが、その際、宇宙船にぶつかって負傷した。ブランドンが怪我をしたのはこれが初めてのことであった。トーリはブランドンに「貴方は私たちが産んだ子供じゃない。宇宙船に乗ってきたの」と言った。
事態は悪化の一途を辿り、ブランドンの魔の手は家族にも及ぶようになった。事ここに至り、トーリとカイルはある決心をした。

## キャスト
※括弧内は日本語吹替
- トーリ・ブライア: エリザベス・バンクス（園崎未恵）
- カイル・ブライア: デヴィッド・デンマン（星野貴紀）
- ブランドン・ブライア: ジャクソン・A・ダン（庄司宇芽香）
- ノア・マクニコル: マット・ジョーンズ（英語版）（森宮隆）
- メリリー・マクニコル: メレディス・ハグナー（英語版）（おまたかな）
- ロイス: エイブラハム・クリンクスケールズ（田村千恵）
- ファウクスホーク: クリスチャン・フィンレイソン
- ミス・エスペンシード: ジェニファー・ホランド（寺依沙織）
- ケイトリン・コナー: エミー・ハンター（和多田美咲）
- エリカ・コナー: ベッキー・ウォールストロム（英語版）（中村綾）
- 体育教師: テレンス・ローズモア
- ディーヴァー保安官: グレゴリー・アラン・ウィリアムズ（英語版）（ボルケーノ太田）
- 校長: エリザベス・ベッカ
- エアーズ副保安官: アニー・ハンフリー（渡なべゆき子）
- EJ: スティーヴ・エイジー（菊池康弘）
- トラヴィス: スティーヴン・ブラックハート（英語版）（竜門睦月）
- リポーター: マイク・ダンストン
- ザ・ビッグT: マイケル・ルーカー

## 製作
2017年12月、ジェームズ・ガンが新作ホラー映画の製作に取りかかったとの報道があった。2018年3月7日、エリザベス・バンクスの出演が決まったと報じられた。本作の主要撮影は同月中に始まった。

## 公開・マーケティング
当初、本作は2018年11月30日に全米公開される予定だったが、後に公開日は2019年5月24日に延期された。
2018年7月にサンディエゴで開催されるコミコンで本作のプロモーションが行われる予定だった。しかし、同月、本作のプロデューサーであるジェームズ・ガンがTwitterに投稿した過去のツイートが問題視され炎上するという一件があった。それを受けて、配給元のソニー・ピクチャーズはコミコンでのプロモーションを断念した。12月8日、本作のオフィシャル・トレイラーが公開された。
日本では、The H Collectiveと楽天の合弁会社・Rakuten Distributionと東宝東和の共同配給で2019年11月15日に公開される予定。

## 興行収入
本作は『アラジン』及び『ブックスマート 卒業前夜のパーティーデビュー』と同じ週に封切られ、公開初週末に1300万ドル前後を稼ぎ出すと予想されていたが、実際の数字はそれを大きく下回るものとなった。2019年5月24日、本作は全米2607館で公開され、公開初週末に784万ドルを稼ぎ出し、週末興行収入ランキング初登場5位となった。

## 評価
本作に対する批評家の評価は平凡なものに留まっている。映画批評集積サイトのRotten Tomatoesには145件のレビューがあり、批評家支持率は57%、平均点は10点満点で5.66点となっている。サイト側による批評家の見解の要約は「『ブライトバーン/恐怖の拡散者』はその設定がもつ禍々しさを十分に引き出せなかったが、ヒーロー映画のお決まりを逆転させた面白い作品と言えるレベルには達している。」となっている。また、Metacriticには29件のレビューがあり、加重平均値は45/100となっている。なお、本作のCinemaScoreはC+となっている。

## 続編の可能性
2019年5月、デヴィッド・ヤロヴェスキー監督は「興行的に成功した場合、本作をシェアード・ユニバースとして展開する予定だ」という趣旨のことを述べた。エンドロール中に流れる映像はそのための布石なのだという。7月、ジェームズ・ガンは「続編に関する話し合いは行われている。ただ、私は今『ガーディアンズ・オブ・ギャラクシー』第3作及び『The Suicide Squad』に注力しているので、続編が作られるとしたらその後になるだろう」と述べた。8月、ジャクソン・A・ダンは「再度ブランドンを演じる意欲はある」と述べると共に、「続編が作られるなら、主要キャストには新人俳優たちを起用して欲しい」という趣旨のことを語った。